# Duinsterretjesmosschijfje
Het duinsterretjesmosschijfje (Lamprospora tortulae-ruralis) is een schimmel die behoort tot de familie Pyronemataceae. Het infecteert rhizoïden van het duinsterretje (Syntricchia ruralis). Het komt voor in open habitats op bodem of op stenen met dunne bodemlaag.

## Kenmerken
De apothecia zijn 2 tot 4 mm in diameter met brede vliezige rand. Het hymenium is oranje tot rood. De asci zijn 8-sporig en zijn 230-310 × 18-28 µm groot. De ascosporen zijn geornamenteerd en deze ornamentatie is minder dan 1,5 µm hoog.

## Verspreiding
In Nederland komt het duinsterretjesmosschijfje zeer zeldzaam voor. Het staat op de rode lijst in de categorie 'Bedreigd'.